# Tarache flavipennis
Tarache flavipennis is een vlinder uit de familie van de uilen (Noctuidae). De wetenschappelijke naam van deze soort is voor het eerst voorgesteld door Augustus Radcliffe Grote in een publicatie uit 1873.
De soort komt voor in het westen van de Verenigde Staten.